# 1960年ローマオリンピックのスペイン選手団
1960年ローマオリンピックのスペイン選手団（1960ねんローマオリンピックのスペインせんしゅだん）は、1960年8月25日から9月11日にかけてイタリアの首都ローマで開催された1960年ローマオリンピックのスペイン選手団、およびその競技結果。

## メダル

### 銅
- フィールドホッケー